# Oligoryzomys fulvescens
Oligoryzomys fulvescens és una espècie de mamífer rosegador de la família dels cricètids. Viu a Belize, el Brasil, Colòmbia, Costa Rica, l'Equador, El Salvador, la Guaiana Francesa, Guatemala, Guyana, Hondures, Mèxic, Nicaragua, Panamà, el Perú, el Surinam i Veneçuela. Els seus hàbitats naturals són els boscos i selves secs de plana, els matollars, els herbassars, les vores dels boscos i les zones obertes. És una espècie en risc mínim, és a dir, no sembla que hi hagi cap amenaça significativa per a la seva supervivència.